# Eka et Natia, chronique d'une jeunesse géorgienne
Pour les articles homonymes, voir In Bloom (homonymie).
Pour plus de détails, voir Fiche technique et Distribution.

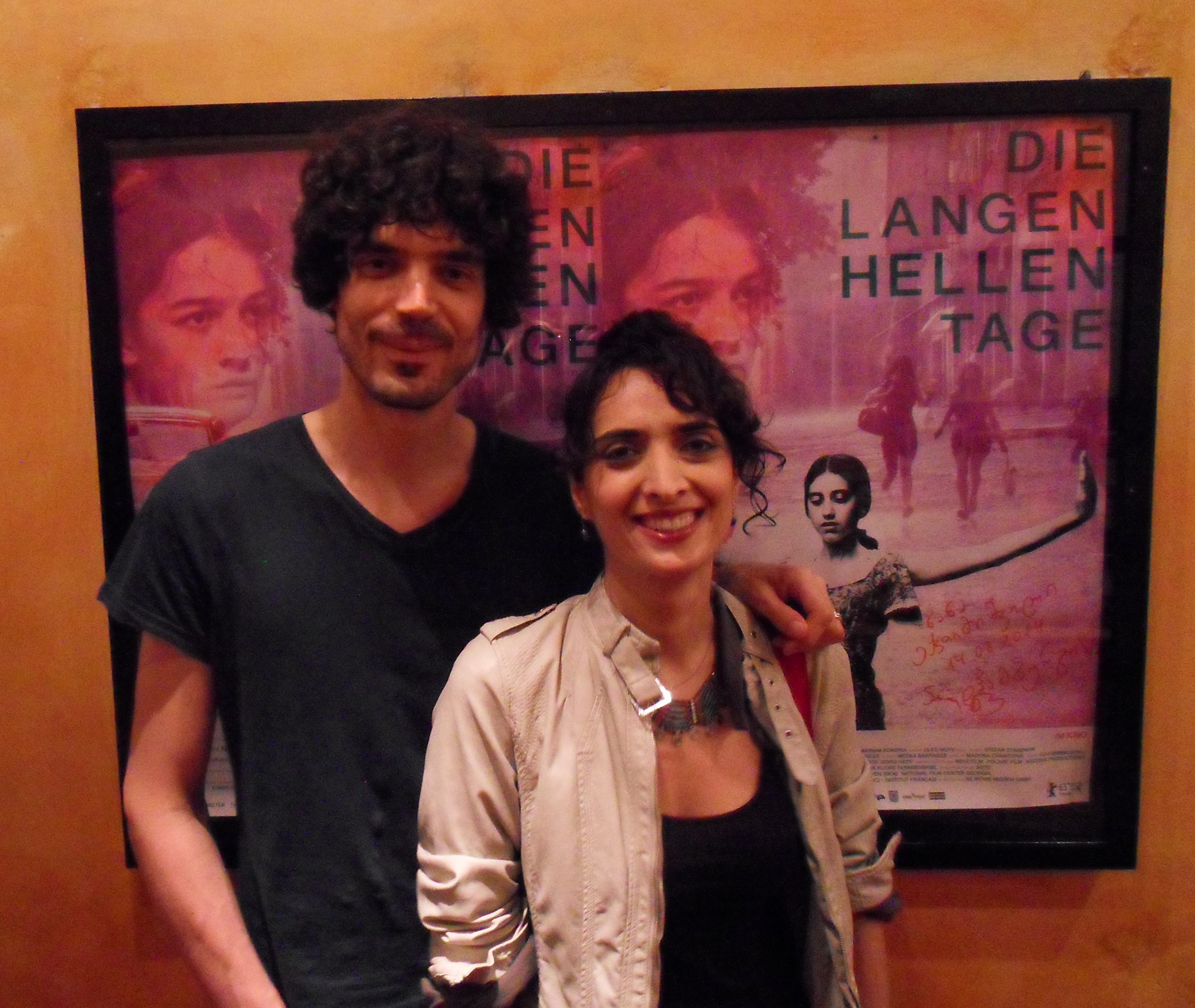
Nana Ekvtimishvili et Simon Groß

Eka et Natia, chronique d'une jeunesse géorgienne (en géorgien : გრძელი ნათელი დღეები, Grzeli nateli dgeebi littéralement : « Les longues journées (jours) claires » ; titre international, In Bloom) est un film dramatique géorgien réalisé par Nana Ekvtimishvili et Simon Groß et sorti en 2013.
Il est sélectionné pour représenter la Géorgie aux Oscars du cinéma 2014 dans la catégorie meilleur film en langue étrangère.

## Fiche technique
- Titre : Eka et Natia, chronique d'une jeunesse géorgienne
- Titre original : გრძელი ნათელი დღეები, Grzeli nateli dgeebi
- Titre international : In Bloom
- Réalisation : Nana Ekvtimishvili et Simon Groß
- Scénario : Nana Ekvtimishvili
- Photographie : Oleg Mutu
- Pays d’origine : Géorgie
- Genre : drame
- Langue : géorgien
- Durée : 102 minutes
- Dates de sortie :
  -  Allemagne : 19 février 2013 (Berlinale 2013)
  -  Géorgie : 19 septembre 2013
  -  France : 27 novembre 2013

## Distribution
- Lika Babluani : Eka Khizanishvili, 14 ans
- Mariam Bokeria : Natia Zaridze, sa meilleure amie
- Zurab Gogaladze : Kote, attiré par Natia
- Data Zakareishvili : Lado
- Ana Nijaradze : Ana, la mère d'Eka
- Maiko Ninua : Sophiko, la sœur aînée d'Eka
- Tamar Bukhnikashvili : la mère de Natia
- Temiko Chichinadze : le père de Natia
- Berta Khapava : Natela, la grand-mère de Natia
- Sandro Shanshiashvili : le frère cadet de Natia
- Endi Dzidzava : la mère de Kote
- Zaza Salia : le père de Kote

## Distinctions

### Récompenses
- Berlinale 2013 : prix CICAE[2] (sélection « Forum »)
- AFI Fest 2013 : New Auteurs Special Award for Personal Storytelling
- Festival du film d'Art 2013 :
  - Blue Angel du meilleur réalisateur pour Nana Ekvtimishvili et Simon Groß
  - Blue Angel de la meilleure actrice pour Lika Babluani
- Festival du film de Milan 2013 :
  - Prix du public
  - Prix du jury étudiant
- Festival du nouveau cinéma de Montréal 2013 : prix spécial du jury
- Festival Paris Cinéma 2013 : prix du jury
- Prix Europa 2013 : meilleur téléfilm dramatique
- Festival international du film de femmes de Salé 2013 : prix du scénario
- Festival du film de Sarajevo 2013 :
  - Cœur de Sarajevo du meilleur film
  - Meilleure actrice pour Lika Babluani et Mariam Bokeria
  - Prix CICAE
- Tokyo Filmex 2013 : grand prix
- Wiesbaden goEast 2013 : Lily d'or

### Nominations et sélections
- AFI Fest 2013
- Festival du film de Sydney 2013 : sélection « Features »
- Festival international du film de Karlovy Vary 2013
- Festival international du film des Hamptons 2013
- Festival international du film de La Roche-sur-Yon 2013
- Amsterdam Film Week 2013
- Asia-Pacific Film Festival
- Festival du film d'Arras 2013
- Festival international du film de Vancouver 2013

- Festival international du film de Palm Springs 2014